# Citta
Citta fue uno de los más destacados discípulos de Buda Gautama. 
Mercader rico de Savatthi, su vida y carácter eran tan puros, que cerca de su muerte, deseó ser un Chakravartin, sin embargo, consiguió superar ese deseo y llegó a ser santo y salir de la rueda del Dharma.